# Eberhard Fechner
Eberhard Fechner (* 21. Oktober 1926 in Liegnitz, Schlesien; † 7. August 1992 in Hamburg) war ein deutscher Schauspieler und Regisseur.

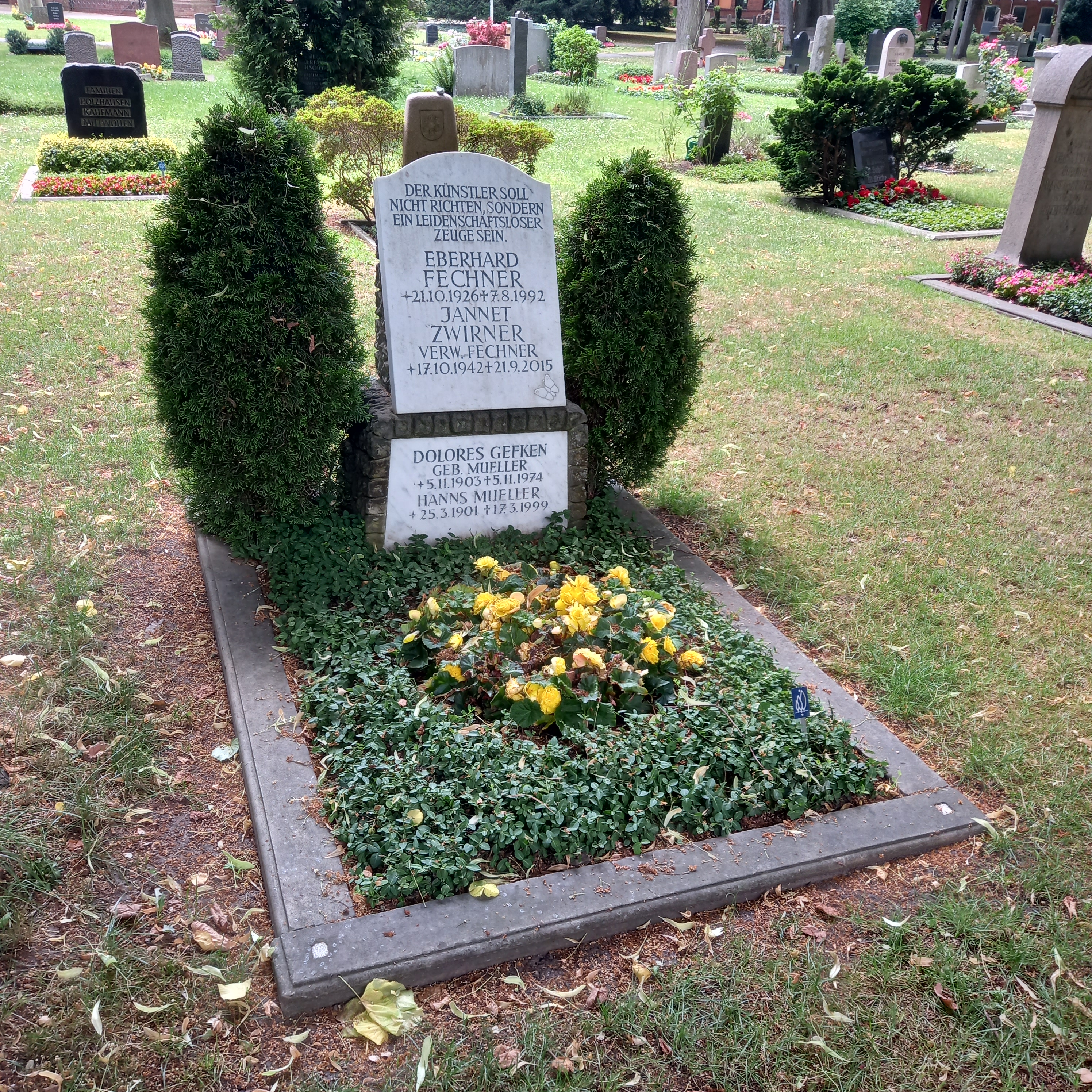
Das Grab von Eberhard Fechner und seiner dritten Ehefrau Janett geborene Geffken (später Zwirner) auf dem Riensberger Friedhof in Bremen

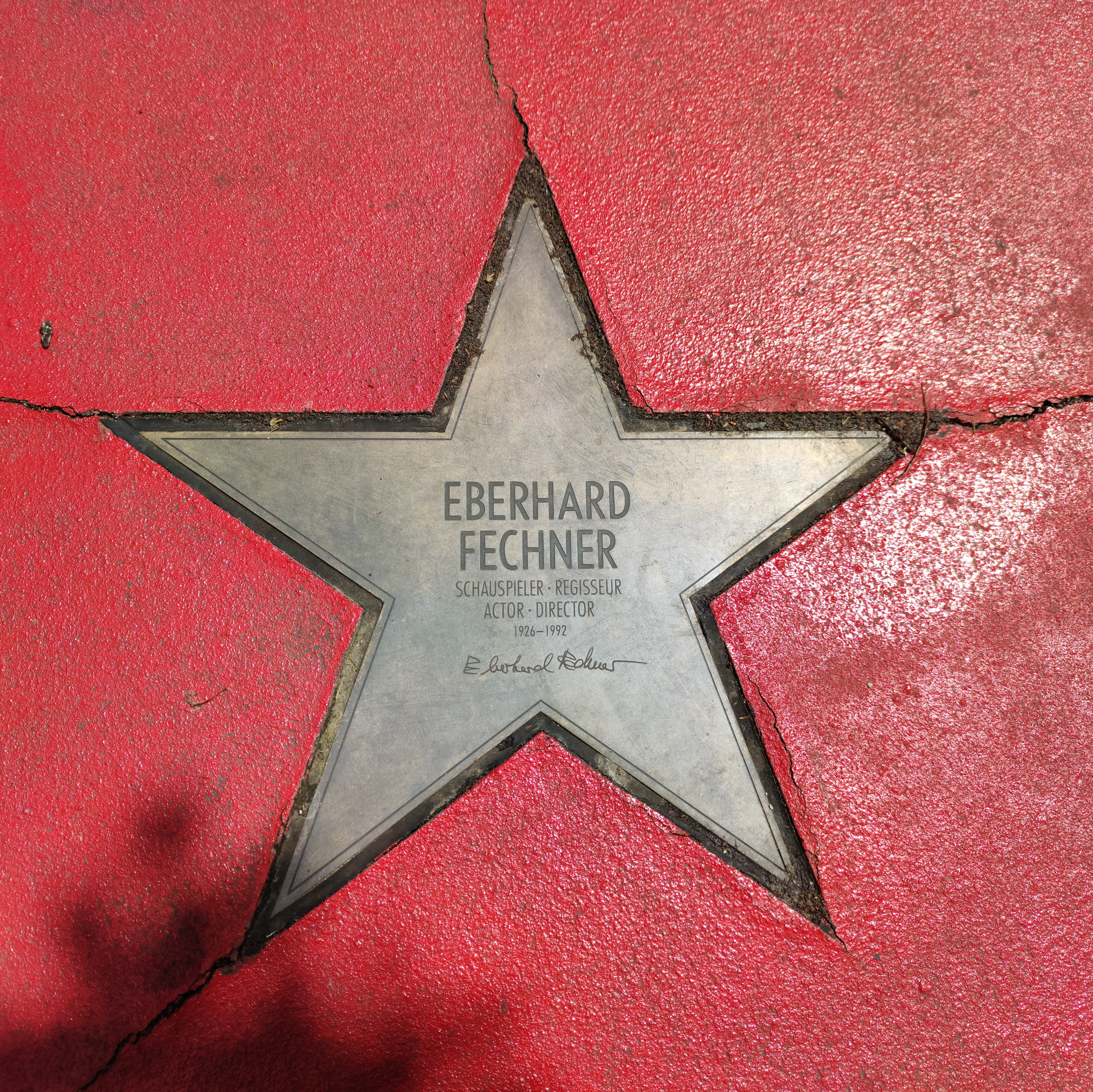
Stern, signiert

## Leben
Der Sohn des Lehrers Paul Fechner und seiner Ehefrau Charlotte geb. Sternsdorff wuchs nach der Scheidung der Eltern bei seiner Mutter in Berlin auf. Nach der Mittleren Reife begann er 1943 eine kaufmännische Lehre. Am 1. März 1944 wurde er zum Kriegsdienst eingezogen und geriet im April 1945 verwundet in Krummau in amerikanische Kriegsgefangenschaft.
1946 bis 1948 studierte er an der Schauspielschule des Deutschen Theaters. Am 3. April 1947 debütierte er in dessen Kammerspielen. 1948 war er in Bremen engagiert, 1949 bis 1952 an der Freien Volksbühne. 1951 gründete er einen eigenen Theaterclub. Als Gast spielte er an verschiedenen Theatern in Berlin sowie in Hamburg, Hannover und Celle. Ab 1961 war er zwei Jahre lang als Regieassistent am Piccolo Teatro in Mailand tätig. Nach 1963 war er wieder in der Bundesrepublik und wirkte als Schauspieler und Regisseur in Konstanz, Bremen und Hamburg.
Seit 1953 übernahm Eberhard Fechner auch Rollen im Film und vor allem im Fernsehen. 1965 wurde er beim NDR als Redaktionsassistent engagiert. Dies gab ihm die Möglichkeit, eigene Filme zu drehen. Sein Spezialgebiet wurde der Dokumentarfilm, bei welchem er immer wieder mit Rudolf Körösi zusammenarbeitete, wie auch 1969 bei der Nachrede auf Klara Heydebreck, einer minutiösen Rekonstruktion des Lebens einer eher zufällig ausgewählten Frau, die im hohen Alter Selbstmord begangen hatte. Ähnlich akribisch verfolgte er in Klassenphoto den Werdegang einiger Schüler des Lessing-Gymnasiums im Berliner Bezirk Wedding. 1975 entstand sein dreistündiger Film Tadellöser & Wolff, 1979 der sechsstündige Ein Kapitel für sich. Der Roman Die Bertinis sollte ursprünglich von Eberhard Fechner in einer fünfteiligen Serie verfilmt werden, wurde dann aber als Krankheitsvertretung 1988 von Egon Monk verfilmt.
Als „begnadeter Interviewer“ interviewte er um 1975 die vier damals noch lebenden Mitglieder der Comedian Harmonists und um 1979–81 für seine Dokumentation Der Prozeß mehrere Zeugen und Angeklagte des Majdanek-Prozesses. Ähnlich wie Claude Lanzmann verstand er es, durch geduldiges Zuhören und Nachfragen auch sehr persönliche, kontroverse und tief verborgene Erinnerungen seiner Interviewpartner hervorzulocken. Daneben übernahm er immer wieder auch Aufgaben als Schauspieler in Fernsehfilmen.
Ab 1977 war er Mitglied im PEN-Zentrum Deutschland.
Eberhard Fechner war ab 1949 mit Margot Krell verheiratet. Mitte der 1950er Jahre wurde Ingrid Fechner seine zweite Ehefrau († 1965). 1967 schloss er seine dritte Ehe mit Jannet Gefken, die ihm bei seinen Filmen assistierte. Sein Grab liegt auf dem Riensberger Friedhof im Bremer Stadtteil Schwachhausen.

## Filmografie
- 1953: Gefährlicher Urlaub (The Man Between)
- 1954: Frau Holle
- 1955: Straßenknotenpunkt (TV)
- 1956: Ein Mädchen aus Flandern
- 1956: Zehn Jahre und drei Tage
- 1957: Ein Ausgangstag (TV)
- 1957: Bekenntnisse des Hochstaplers Felix Krull
- 1962: Der Schlaf der Gerechten (TV)
- 1965: Ein Tag – Bericht aus einem deutschen Konzentrationslager 1939 (TV)
- 1965: Im Schlaraffenland (TV)
- 1965: Stahlnetz: Nacht zum Ostersonntag
- 1966: Der Nerz (TV-Serie Hafenpolizei)
- 1966: Preis der Freiheit (TV)
- 1966: Das Märchen (TV; Regieassistenz)
- 1967: Selbstbedienung (TV; Buch und Regie)
- 1967: Zuchthaus (TV)
- 1967: Die Verfolgung und Ermordung Jean Paul Marats (TV)
- 1968: Vier Stunden von Elbe 1 (TV; Regie)
- 1968: Über den Gehorsam (TV)
- 1969: Damenquartett (TV; Buch und Regie)
- 1969: Das Fenster zum Garten (TV-Serie Dem Täter auf der Spur)
- 1969: Der Versager (TV; Buch und Regie)
- 1969: Altersgenossen (TV)
- 1969: Nachrede auf Klara Heydebreck (TV-Dokumentation, Buch und Regie)
- 1970: Gezeiten (TV; Buch und Regie)
- 1970: Klassenphoto (TV-Dokumentation; Buch und Regie)
- 1971: Tatort: Frankfurter Gold (Fernsehreihe)
- 1971: Zwei Briefe an Pospischiel (TV)
- 1971: Geheimagenten (TV; Buch und Regie)
- 1973: Bauern, Bonzen und Bomben (TV-Serie)
- 1973: Aus nichtigem Anlaß (TV; Buch und Regie)
- 1975: Unter Denkmalschutz (TV, Buch und Regie)
- 1975: Tadellöser & Wolff (Fernsehfilm, 2 Teile; Buch und Regie)
- 1976: Lebensdaten (TV; Buch und Regie)
- 1976: Die Comedian Harmonists – Sechs Lebensläufe (TV-Dokumentarfilm, 2 Teile; Buch und Regie)
- 1977: Winterspelt 1944 (Spielfilm; Buch und Regie)
- 1979: Ein Kapitel für sich (Fernsehfilm, 3 Teile; Buch und Regie)
- 1981: Die Knapp-Familie (TV-Serie, Mitwirkung in 3 Episoden)
- 1983: Die Geschwister Oppermann (TV-Zweiteiler)
- 1983: Die Knapp-Familie (TV-Serie, Mitwirkung in 2 Folgen)
- 1984: Der Prozeß (TV-Dokumentarfilm; Buch und Regie)
- 1984: Im Damenstift (TV-Dokumentarfilm; Buch und Regie)
- 1986: Abschiedsvorstellung (TV)
- 1988: La Paloma (TV-Dokumentation; Buch, Regie und Produktion)
- 1988: Ödipussi (Nebenrolle)
- 1991: Wolfskinder (TV-Dokumentarfilm; Buch, Regie und Produktion)

## Theater
- 1949: Paul Fechter: Der zauberer Gottes (Schmied) – Regie: Vasa Hochmann (Theater am Kurfürstendamm Berlin)
- 1949; William Shakespeare: Hamlet (Edelmann) – Regie: Rudolf Hammacher (Theater am Kurfürstendamm Berlin)
- 1950: Gerhart Hauptmann: Michael Kramer (Kellner) – Regie: Rudolf Hammacher (Theater am Kurfürstendamm Berlin)
- 1951: Gerhart Hauptmann: Fuhrmann Henschel – Regie: Ernst Karchow (Theater am Kurfürstendamm Berlin)
- 1953: Molière: Don Juan (La Rammée) – Regie: Giorgio Strehler (Theater am Kurfürstendamm Berlin)
- 1953: Georg Kaiser: Kolportage – Regie: Franz Reichert (Schlosspark Theater Berlin)

## Auszeichnungen
- 1970: Adolf-Grimme-Preis in Silber für Nachrede auf Klara Heydebreck
- 1970: Deutscher Kritikerpreis (Film) für Nachrede auf Klara Heydebreck
- 1971: Goldene Kamera für Nachrede auf Klara Heydebreck
- 1972: Adolf-Grimme-Preis in Silber für Klassenphoto
- 1975: Prix Italia: Premio della RAI für Tadellöser und Wolff
- 1976: Preis des Kultusministers des Landes Nordrhein-Westfalen für Tadellöser und Wolff
- 1976: Adolf-Grimme-Preis in Gold für Unter Denkmalschutz
- 1976: DAG-Fernsehpreis für Unter Denkmalschutz
- 1977: „Stern des Jahres“ der AZ München für Comedian Harmonists
- 1980: Goldene Kamera für Ein Kapitel für sich
- 1980: Goldener Gong der Zeitschrift Gong für Ein Kapitel für sich
- 1981: Jakob-Kaiser-Preis für Ein Kapitel für sich
- 1983: Internationales Filmfestival Paris: Goldmedaille für Winterspelt 1944
- 1984: Deutscher Kritikerpreis (Fernsehen)
- 1985: Preis der deutschen Filmkritik für das Gesamtwerk
- 1985: Adolf-Grimme-Preis als besondere Ehrung für das Gesamtwerk
- 1985: Alexander-Zinn-Preis der Freien und Hansestadt Hamburg
- 1985: Eduard-Rhein-Preis für Der Prozeß
- 1989: Telestar für La Paloma
- 1991: Goldener Gong der Zeitschrift Gong für Wolfskinder
- 1991: Medaille für Kunst und Wissenschaft der Freien und Hansestadt Hamburg
- 2011: Stern auf dem Boulevard der Stars in Berlin